# Сіріел
Сіріел (англ. Cereal) — село в Канаді, у провінції Альберта, у складі спеціальної зони № 3.

## Населення
За даними перепису 2016 року, село нараховувало 111 осіб, показавши скорочення на 17,2%, порівняно з 2011-м роком. Середня густина населення становила 140,9 осіб/км².
З офіційних мов обидвома одночасно не володів жоден з жителів, тільки англійською — 110..
Працездатне населення становило 60 осіб (50% усього населення), рівень безробіття — 16,7% (0% серед чоловіків та 0% серед жінок). 66,7% осіб були найманими працівниками, а 33,3% — самозайнятими.
Середній дохід на особу становив $12 013 (медіана $12 002), при цьому для чоловіків — $12 013, а для жінок $12 013 (медіани — $12 002 та $12 002 відповідно).
47,8% мешканців мали закінчену шкільну освіту, не мали закінченої шкільної освіти — 34,8%, 21,7% мали післяшкільну освіту0.
| Статево-вікова структура населення | Статево-вікова структура населення | Статево-вікова структура населення | Статево-вікова структура населення | Статево-вікова структура населення |
| ---------------------------------- | ---------------------------------- | ---------------------------------- | ---------------------------------- | ---------------------------------- |
|                                    |                                    |                                    |                                    |                                    |
| Всього                             | Всього                             | 56,5%43,5%                         |                                    |                                    |
| 0 — 14 років                       | 0 — 14 років                       |                                    | 4,3%                               | 4,3%                               |
| 15 — 64 років                      | 15 — 64 років                      |                                    | 65,2%                              | 65,2%                              |
| 65 і більше                        | 65 і більше                        |                                    | 30,4%                              | 30,4%                              |
| Середній вік (років)               | Середній вік (років)               | 49,854,2                           | 51,7                               | 51,7                               |
| Медіана (років)                    | Медіана (років)                    | 55,559,5                           | 57,8                               | 57,8                               |
| — чоловіки — жінки                 |                                    |                                    |                                    |                                    |

| Походження мешканців:     | Походження мешканців:     | Походження мешканців: | Походження мешканців: | Походження мешканців: |
| ------------------------- | ------------------------- | --------------------- | --------------------- | --------------------- |
| Походження                |                           |                       | осіб                  | %                     |
| Корінні американці        | Корінні американці        |                       | 15                    | 13.51%                |
| Інше північноамериканське | Інше північноамериканське |                       | 30                    | 27.03%                |
| Європейське               | Європейське               |                       | 90                    | 81.08%                |
| британське                | британське                |                       | 60                    | 54.05%                |
| Азійське                  | Азійське                  |                       | 15                    | 13.51%                |

| Зайнятість населення за галузями (за класифікацією NOC): | Зайнятість населення за галузями (за класифікацією NOC): | Зайнятість населення за галузями (за класифікацією NOC): | Зайнятість населення за галузями (за класифікацією NOC): | Зайнятість населення за галузями (за класифікацією NOC): |
| -------------------------------------------------------- | -------------------------------------------------------- | -------------------------------------------------------- | -------------------------------------------------------- | -------------------------------------------------------- |
|                                                          |                                                          |                                                          |                                                          |                                                          |
| Управління                                               | Управління                                               |                                                          | 16,7%                                                    | 16,7%                                                    |
| Бізнес, фінанси та адміністрування                       | Бізнес, фінанси та адміністрування                       |                                                          | 16,7%                                                    | 16,7%                                                    |
| Роздрібна торгівля та послуги                            | Роздрібна торгівля та послуги                            |                                                          | 16,7%                                                    | 16,7%                                                    |
| Гуртова торгівля, транспорт та обладнання                | Гуртова торгівля, транспорт та обладнання                |                                                          | 41,7%                                                    | 41,7%                                                    |

## Клімат
Середня річна температура становить 2,9°C, середня максимальна – 23,5°C, а середня мінімальна – -22,2°C. Середня річна кількість опадів – 325 мм.
| Клімат поселення                              | Клімат поселення | Клімат поселення | Клімат поселення | Клімат поселення | Клімат поселення | Клімат поселення | Клімат поселення | Клімат поселення | Клімат поселення | Клімат поселення | Клімат поселення | Клімат поселення | Клімат поселення |
| Показник                                      | Січ.             | Лют.             | Бер.             | Квіт.            | Трав.            | Черв.            | Лип.             | Серп.            | Вер.             | Жовт.            | Лист.            | Груд.            |                  |
| Середній максимум, °C                         | −8,02            | −4,06            | 2,34             | 11,47            | 17,88            | 22,38            | 23,52            | 23,07            | 17,32            | 10,86            | 1,03             | −6,15            |                  |
| Середня температура, °C                       | −15,1            | −11,12           | −4,73            | 4,39             | 10,80            | 15,31            | 17,87            | 17,41            | 11,68            | 5,20             | −4,62            | −11,81           |                  |
| Середній мінімум, °C                          | −22,17           | −18,21           | −11,81           | −2,68            | 3,73             | 8,25             | 12,20            | 11,74            | 6,00             | −0,45            | −10,29           | −17,46           |                  |
| Норма опадів, мм                              | 13               | 8                | 13               | 18               | 37               | 69               | 56               | 39               | 33               | 13               | 13               | 13               |                  |
| Середньомісячна швидкість вітру, м/с          | 4.60             | 4.40             | 4.70             | 4.80             | 4.60             | 4.24             | 3.80             | 3.70             | 4.10             | 4.50             | 4.60             | 4.60             |                  |
| Середньомісячна сонячна радіація, кДж/м²·день | 4241             | 7803             | 12796            | 17689            | 21113            | 22384            | 23203            | 19643            | 13601            | 8457             | 4532             | 3196             |                  |
| --------------------------------------------- | ---------------- | ---------------- | ---------------- | ---------------- | ---------------- | ---------------- | ---------------- | ---------------- | ---------------- | ---------------- | ---------------- | ---------------- | ---------------- |
| Джерело:                                      |                  |                  |                  |                  |                  |                  |                  |                  |                  |                  |                  |                  |                  |